# Antoine Louis de Gourdon

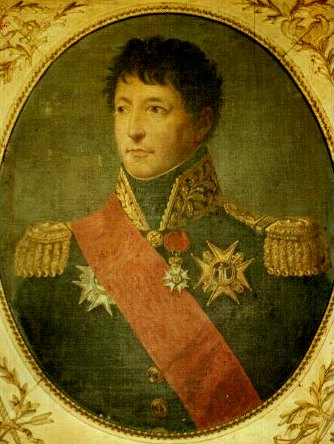
Antoine Louis de Gourdon

Antoine Louis de Gourdon (* 20. Juli 1765 in Paris; † 28. Juni 1833 ebenda) war ein französischer Vizeadmiral.

## Leben
Antoine Louis de Gourdon widmete sich dem militärischen Seedienst und machte nach der Beendigung der nötigen Vorstudien seine erste Fahrt auf der Fregatte L’Aimable, die während des amerikanischen Unabhängigkeitskrieges in den westindischen Gewässern an mehreren Gefechten und an der Eroberung der von den Engländern besetzten niederländischen Kolonie Demerara teilnahm. Obgleich Gourdon nach dem Ausbruch der Französischen Revolution (1789) nicht wie die meisten seiner Standesgenossen auswanderte, wurde er doch 1793 aus dem Dienst entlassen, aber nach dem am 9. Thermidor (27. Juli 1794) erfolgten Sturz Robespierres  wieder angestellt.
1801 zum Schiffskapitän ernannt, führte Gourdon bei der Expedition nach Saint-Domingue jene Flottenabteilung, die Port-de-Paix einnahm. Nach dem Ende dieses Kriegs wurde er im Februar 1804 zum Ritter der Ehrenlegion ernannt. Er war erster Offizier des Geschwaders von Brest unter dem Vizeadmiral Willaumez, als dieser Weisung erhielt, sich mit der vom Kapitän Bergeret befehligten Division von Rochefort zu vereinigen. Infolge der Zwistigkeiten, die zwischen dem Vizeadmiral und dem Kapitän ausbrachen und beide veranlassten, ihren Abschied zu verlangen, fiel das Kommando an Gourdon, der es am 16. März 1809 dem Vizeadmiral Zacharie Allemand übergab. In der Nacht des 11. April 1809, in welcher der englische Admiral James Gambier die vor Rochefort auf der Reede der Insel Aix ankernde französische Flotte angriff und zum Teil durch die neu entwickelten Congreveschen Raketen vernichtete, hatte der inzwischen zum Konteradmiral beförderte Gourdon seine Flagge auf dem Foudroyant aufgezogen, und dieser und Le Cassard waren die einzigen Schiffe der ganzen Flotte, die bei Tagesanbruch noch unversehrt waren und sich tapfer verteidigten. Da sie sich indessen allein gegen den weit überlegenen Feind nicht zu halten vermochten, versuchten sie sich unter den Schutz der Landbatterien zurückzuziehen, wobei Le Foudroyant durch ein falsches Manöver oder weil die Wassertiefe nicht genau bekannt war, an der Küste strandete. Es gelang ihm jedoch unter großen Anstrengungen, sich wieder flott zu machen und während seiner erfolgreichen Flucht nach Vergeroux zu segeln. 1811 erhielt Gourdon den Befehl, die Mündung der Schelde zu verteidigen und erledigte diesen schwierigen Auftrag gegenüber den starken englischen Seestreitkräften mit besonnenem Mut.
Bei der Rückkehr der Bourbonen (1814) stellte sich Gourdon auf deren Seite und erhielt zur Belohnung den Oberbefehl über die Flottenabteilung von Rochefort sowie den Grafentitel. Nach dem raschen Ende von Napoleons erneuter Herrschaft der Hundert Tage (1815) kam Gourdon in derselben Eigenschaft nach Brest und behielt diese Stellung bis zum Jahr 1826. Ferner wurde er 1822 Vizeadmiral und Mitglied des Admiralitätsrats sowie 1829 Generaldirektor des Dépôt des cartes et plans de la Marine. Im August 1820 war er zum Großoffizier der Ehrenlegion ernannt worden. Seit dem 13. Mai 1816 war er auch Kommandeur sowie seit August 1824 Großkreuz des Ludwigordens. Er starb am 28. Juni 1833 im Alter von knapp 67 Jahren in Paris und wurde auf dem Friedhof Père-Lachaise beigesetzt.